# Ajupowo
Ajupowo (ros. Аюпово) – wieś (dieriewnia) w Rosji, w Baszkortostanie, w rejonie mieczetlińskim. W 2010 liczyła 342 mieszkańców.